# Лихие
«Лихие» — российский телесериал режиссёра Юрия Быкова по сценарию Олега Маловичко. Главные роли в нём сыграли Артём Быстров, Егор Кенжаметов, Савелий Кудряшов и Евгений Ткачук. Премьерный показ проходил в онлайн-кинотеатрах Okko и Start с 24 октября по 5 декабря 2024 года. В 2025 году выйдет продолжение — «Лихие. Глава 2».

## Сюжет
В основу сюжета легла реальная история Евгения Дёмина и его воспоминания о его отце Павле Тихомирове, который был членом ОПГ «Общак». Действие сериала происходит в Хабаровском крае в 1990-е годы. Бывший егерь Павел Лиховцев и его сын Евгений становятся киллерами и участниками масштабной криминальной войны.

## В ролях
- Артём Быстров — Павел Лиховцев, киллер ОПГ «Общак»,  егерь
- Егор Кенжаметов — Женя Лиховцев в юности, киллер ОПГ «Общак»
  - Савелий Кудряшов — Женя в детстве
  - Евгений Ткачук — повзрослевший Женя
- Елена Николаева — Лена, жена Павла Лиховцева
- Максим Карушев — Вася
  - Глеб Кулаков — Вася в детстве
- Анна Завтур — Лиза Вологжанина
  - Александра Бабаскина — Лиза в детстве
  - Полина Максимова — Лиза в наши дни
- Филипп Янковский — «Тунгус» (Руслан Хасанович), вор в законе
- Гела Месхи — Игорь Владимирович Кармазов
- Александр Голубев — Юрий Олейников («Краб»), член ОПГ «Общак»
- Евгений Харитонов — Пётр Степанович Зозуляк, следователь
- Вадим Филипченков — Паша, сын Лизы и Жени
- Фёдор Федосеев ― Антон, брат Лизы
- Юрий Быков — Арнольд
- Кирилл Полухин — «Слон»
- Дмитрий Куличков — Виктор Кисловский («Кислый»), первый положенец ОПГ «Общак» по Хабаровску
- Артур Иванов — «Джем», лидер ОПГ «Общак» (настоящее имя Евгений Васин)
- Александр Обласов — «Кусок»
- Сергей Уманов — Владислав Анатольевич Лисицын
- Аскар Ильясов — Ильяс Валиев
  - Ансар Ильясов — Ильяс в детстве
- Марина Васильева — Шапиро
- Анна Котова — Ольга Шаболтас, следователь прокуратуры
- Иван Добронравов — «Кефир»
- Олег Ягодин — Моисей
- Рамиль Сабитов — Равиль Маратович Валиев, депутат
- Самвел Мужикян — Бадрик, высокопоставленный авторитет
- Павел Ворожцов — Белкин

## Список серий
| Сезон | Сезон | Серии | Период трансляции           |
| ----- | ----- | ----- | --------------------------- |
|       | 1     | 8     | 24 октября — 5 декабря 2024 |
|       | 2     | 8     | 2025                        |

## Создание и оценки
Сериал снят продюсерской компанией «Среда» по заказу онлайн-кинотеатра Okko. Съёмки начались в мае 2023 года в Карелии. В ноябре 2023 года стало известно о завершении карельского производственного блока и о переносе съёмок в Москву. Закрытая премьера состоялась 22 октября 2024 года в кинотеатре «Синема Парк Мосфильм». 24 октября начался показ в онлайн-кинотеатрах Okko и Start. Осенью 2025 года на экраны выйдет второй сезон.
«Лихие» получили в основном положительные оценки российских кинокритиков. Иван Афанасьев (The City) написал: «Пожалуй, самое большое достоинство „Лихих“ Юрия Быкова — в том, что, как рассказывал в одном из интервью исполнитель главной роли Артём Быстров, его задача — как раз-таки разрушить романтический флёр вокруг чернухи, взращенной во времена „славных 90-х“. Показать, что нет ничего хорошего в организованной преступности, что она разрушает жизни тех, кто в неё вовлечён, и тех, кто оказывается рядом».
Павел Воронков («Газета.ru»): «„Лихие“ встраиваются в нынешнюю волну проектов про 90-е, которая, думается, обязана своим масштабом тому обстоятельству, что при экранизации это напряженное десятилетие парадоксальным образом превращается чуть ли не в единственное безопасное (относительно) пространство для общественно-политического высказывания на сегодняшний день. Разница в том, что соседи „Лихих“ по тренду обращаются в основном к наследию „Брата“, а сериал Быкова, кажется, выписался из того же примерно диагностического отделения российского кинематографа, что и „Груз 200“».
Владислав Шуравин (Film.ru): «Быков снова хмурит лоб и размышляет о хитросплетениях человеческой души: как банда заменяет семью, а криминал — честную работу. Проблема в том, что сериалы вроде „Бригады“ и „Слова пацана“ развивали эти темы до „Лихих“. А единственное отличие нового проекта автора — гиперреализм. Причем речь не только про историю киллера и сына, но и про эстетику».